# Карнавал (фільм)
«Карнавал» (рос. «Карнавал») — російський радянський художній фільм 1981 року режисера Тетяни Ліознової, знятий на кіностудії ім. Горького.

## Сюжет
У невеликому провінційному місті зі своєю матір'ю живе молода дівчина Ніна Соломатіна. Батько покинув її в дитинстві й переїхав до Москви. Ніна, що мріє «вивчитися на артистку», приїжджає в Москву, але провалюється на вступних іспитах до театрального училища. Вирішивши спробувати вступити наступного року, Ніна тимчасово поселяється з батьком і його сім'єю. Прагнучи самостійно забезпечувати себе, вона йде працювати, але через різні казуси ніде не може втриматися надовго. В особистому житті Ніна також зазнає фіаско — студент-москвич Микита дуже швидко кидає її заради нового захоплення. У підсумку Ніна починає розуміти, що велике місто — це зовсім не вічний карнавал, який вона намалювала у своїй уяві, і замість того, щоб «підкорити світ», головна героїня повертається до себе додому — піклуватися про хвору матір. Фільм закінчується сценою, в якій Ніна Соломатіна постає відомою співачкою, яка виступає при повному залі.

## У ролях
- Ірина Муравйова — Ніна Соломатіна
- Юрій Яковлєв — Михайло Соломатін, батько Ніни
- Клара Лучко — Жозефіна Вікторівна, дружина Михайла Соломатіна
- Олександр Абдулов — Микита
- Віра Васильєва — мама Микити
- Алевтина Рум'янцева — мама Ніни
- Катерина Жемчужна — Карма
- Лідія Смирнова — голова комісії
- Валентина Титова — квартирна хазяйка
- Зінаїда Воркуль — Зінаїда, мати Соломатіна
- Андрій Гусєв — гавкаючий абітурієнт з кефіром
- Олена Максимова — відвідувачка ломбарду
- Ольга Блок-Мірімська — фатальна жінка з фільму в кінотеатрі
- В'ячеслав Баранов — Женя
- Вадим Андрєєв — Вадим Артурович
- Володимир Балашов — член приймальної комісії
- Інга Будкевич — секретарка приймальної комісії
- Володимир Смирнов — сусід, який приніс столик
- Роман Монастирський — Діма, єдинокровний брат Ніни по батькові
- Маргарита Жарова — провідниця
- Клавдія Козльонкова — жінка в метро
- Анатолій Підгородецький — абітурієнт
- Тамара Яренко — сусідка
- Яків Бєлєнький — сусід
- Валентина Ананьїна — перехожа на вокзалі
- Марія Скворцова — бабуся

## Знімальна група
- Автор сценарію:  Анна Родіонова, Тетяна Ліознова (участь)
- Режисер:  Тетяна Ліознова
- Оператор:  Петро Катаєв
- Композитор:  Максим Дунаєвський
- Інструментальний ансамбль «Фестиваль», під керуванням  Максима Дунаєвського (диригент —  Дмитро Атовмян)
- Художник-постановник:  Борис Дуленков,  Володимир Постернак
- Художник:  Маріам Биховська
- Виконавець пісень: Жанна Рождєственська